# 이온 펌프
생물학에서, 이온 펌프(영어: ion pump) 또는 이온 수송체(ion transporter)는 활성 수송을 통한 농도 구배(gradient)를 사용하여 생물학적 막을 가로 질러 이온을 이동시키는 막 횡단 단백질이다. 이러한 1차 수송체는 아데노신 트리 포스페이트(ATP), 햇빛 및 기타 산화환원 반응을 포함한 다양한 소스의 에너지를 전기 화학 구배(농도기울기)에 저장된 잠재적 에너지로 변환하는 효소이다. 이 잠재적 에너지는 ATP 합성과 같은 중요한 셀룰러 프로세스, 세포호흡(cellular respiration)을 구동하기 위해 이온 캐리어 및 이온 채널을 포함한 2차 트랜스포터에 의해 사용된다.

## 같이 보기
- 양성자 펌프